# Filmfestival van Sarlat
Het Filmfestival van Sarlat is een Frans filmfestival dat sinds 1991 in november plaatsvindt in Sarlat-la-Canéda in de Dordogne.
Het unieke aan het festival is dat het eindexamenkandidaten, gespecialiseerd in film, uit heel Frankrijk verwelkomt. Als onderdeel van hun voorbereiding op hun toekomstige baccalaureaat krijgen ze de gelegenheid om regisseurs, scenarioschrijvers, technici, acteurs, critici, historici en filmdocenten te ontmoeten die tijdens het festival in Sarlat aanwezig zijn.

## Geschiedenis
Sinds 2010 is Pierre-Henri Arnstam festivalvoorzitter, in opvolging van Joëlle Bellon, die in 1992 het stokje overnam en aanzienlijk heeft bijgedragen aan de huidige reputatie van het festival. In 2010 werd het festival opengesteld voor het grote publiek, waardoor het de gepresenteerde films kon bijwonen. Sinds 2016 kent een jongerenjury extra prijzen toe aan de films die officieel geselecteerd zijn.
Marc Bonduel was tot de editie van 2018 algemeen afgevaardigde van het festival. Hij werd vervangen door Jean-Raymond Garcia. Tijdens de editie van 2019 bracht het festival een eerbetoon aan Joëlle Bellon, achttien jaar voorzitter, en aan regisseur Agnès Varda. De avond werd tevens gekenmerkt door de ondertekening van het "Handvest voor gelijkheid en diversiteit op filmfestivals", in aanwezigheid van Julie Gayet en Marion Tharaud, leden van het Collectif 50/50, die het initiatief namen voor dit document.